# Baron Brisse
Pour les articles homonymes, voir Brisse.
Léon Brisse, dit Baron Brisse, né le 20 septembre 1813 à Gémenos et mort le 13 juillet 1876 à Fontenay-aux-Roses, est un  gastronome et auteur culinaire français.
Ami du compositeur Rossini, et de nombreux littérateurs, dont Alexandre Dumas et Charles Monselet, il est, avec ce dernier, Grimod de la Reynière et Joseph Favre, s’est fait une renommée presque européenne dans le monde culinaire comme l’un des premiers journalistes gastronomiques.

## Biographie
Fils d’un père commissaire aux guerres, il devient garde général des Eaux et Forêts dans sa région puis, en 1835, à Montrichard dans les forêts de la Liste Civile de Louis Philippe Ier. Le garde à cheval est promu lieutenant de louveterie en Touraine, où il développe un modèle d’économie rustique, basé sur le commerce des chevaux condamnés à l’équarrissage.
Destitué lors de la révolution de 1848, il publie un ouvrage intitulé : Des reprises à exercer pour abus de jouissances dans les forêts de la liste civile, et monte à Paris pour se consacrer au journalisme. D’abord pigiste, il crée, quelques années plus tard, un journal : l’Abeille impériale (d), qui n’a pas eu un grand retentissement.
L’album de l’Exposition universelle lui apporte son premier succès littéraire, en 1855. En 1864, il marche sur les traces du marquis d'Aigrefeuille (d), qui avait fait le Gastronome en fondant, le journal gastronomique la Salle à manger, chronique de la table (d), auquel collaboreront Méry, le Bibliophile Jacob, Arsène Houssaye, Achille Jubinal, Roger de Beauvoir, etc, qui fait faillite au bout de deux ans. Il sera également dégustateur en chef dans une entreprise d’épicerie fine.
Vers 1866, il collabore au journal la Liberté, d'Émile de Girardin, dans lequel il a l’idée d’une rubrique gastronomique quotidienne qui, devant son succès prodigieux, est rapidement imitée par de nombreux journaux.

« Un jour, la Liberté le surprit trempant son doigt dans la sauce et buvant à même la bouteille. Dam ! il faut bien que le prêtre vive de l’autel, dit-il naïvement. Sur ce mot, la Liberté lui donna ses huit jours. »

Désormais, véritablement célèbre, ses chroniques lui donnent matière à publier, en 1867, le livre Les Trois Cent soixante-six menus du Baron Brisse. En juin 1867, il ressuscite la Salle à manger, sous le titre de le Baron Brice, dont la parution s’interrompt un an plus tard. Le 23 juin 1867, il retente l’expérience avec une feuille nommée le Baron Brisse (d), qui aura le même sort l’année suivante.

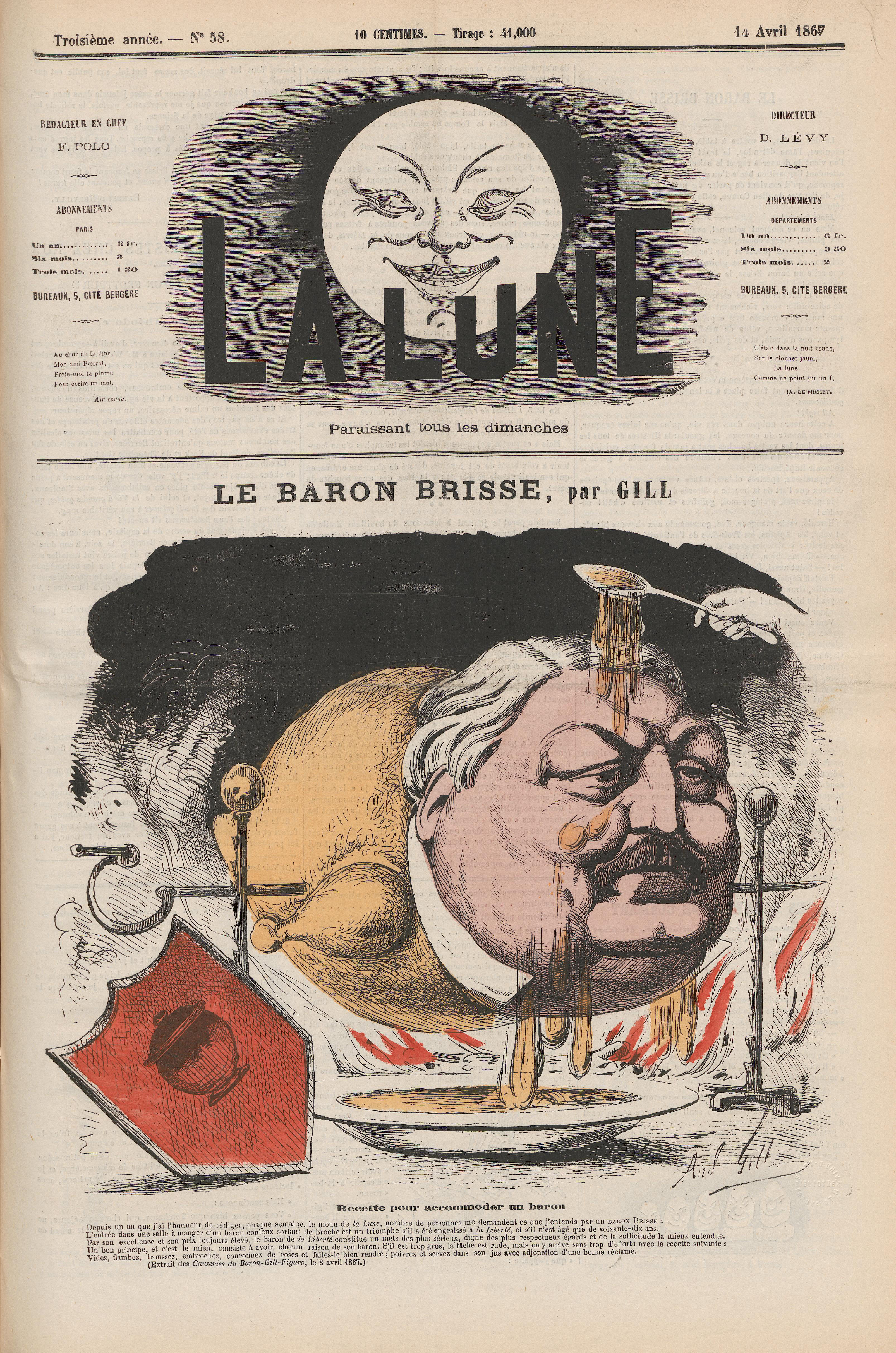
Recette pour accommoder un baron, caricature du baron Brisse par Gill parue dans la Lune du 14 avril 1867.

Connu pour son amour de la bonne chère et son embonpoint conséquent, et il fait partie de nombreuses associations gastronomiques et fréquente tous les grands chefs de son époque, comme Jules Gouffé. Il devient notamment propriétaire de l'hôtel Scribe, boulevard des Capucines, à Paris. Le 14 avril 1867, il fait d’ailleurs la une de  la Lune avec une caricature de  Gill, dont le titre, Recette pour accommoder un baron, joue sur sur le titre nobiliaire de Brisse, terme également utilisé pour désigner une grosse pièce de boucherie.

Sa corpulence, qui l’obligeait à toujours retenir double place d’avance dans les diligences de banlieue qui le ramenaient chez lui, car il y prenait deux places, a déterminé sa mort à l'auberge Gigout de Fontenay-aux-Roses, où il avait pris pension, car lorsqu’il devait marcher, il étouffait, il suffoquait, « transpirait comme une conspiration mal ourdie ». Au bout de vingt pas il lui fallait s’arrêter, suant, soufflant, le sang au visage, réellement vaincu par ce terrible ventre à qui il avait tout donné. Devenu impotent après s’être fracturé une jambe en 1872, ne pouvant plus marcher, un érysipèle gangréneux s’est déclaré, qui a pris en quelques jours un caractère très alarmant et couché ce colosse dans son lit — le cinquième jour il était mort. Tardant à descendre pour dîner avec six de ses vieux amis, ses compères Charles Monselet et Jules Gouffé le trouvent mort dans sa chambre, ce qui aurait valu ce mot d'esprit probablement apocryphe à Monselet : 

« Passons tout de même à table ! Il n’a jamais aimé les fricots trop cuits. »

 Pendant plusieurs années, les six convives se réunissent chez Gigout, à la date anniversaire, autour d’un couvert vide.

« Voyant le second empire se tourner comme le premier avec un penchant décidé vers la gastrosophie, il n’avait pas hésité à se donner, la manière de Cussy, pour un professeur de la gueule. »

« C’était avant tout un érudit et un curieux ; il avait surtout une connaissance spéciale et profonde de l’histoire de la cuisine française, et connaissait à fond mille recettes oubliées de la grande époque du gourmettisme français. Il savait le Cuisinier royal par cœur et eût pu servir un dîner comme on le servait à Louis XIV, c’était presque un archéologue en ce sens, et je l’ai entendu vingt fois écraser de son savoir son illustre ami Gouffé, sur le chapitre de la préparation d’un salmis ou d’un blanc manger au XVIIe siècle. Praticien autant que théoricien, il savait ceindre le tablier blanc et manier la cuiller de bois ; la main qui écrivait les 365 menus savait éplucher les petits oignons, manier le beurre et les fines herbes, et découper en cubes parfaits un morceau de lard frais ; il pouvait joindre l’exemple au précepte, et je garderai pour ma part un souvenir reconnaissant de certaines friandises, servies par lui, chez lui, et dans lesquelles éclatait la supériorité d’un talent réel et sérieux. »

## Publications

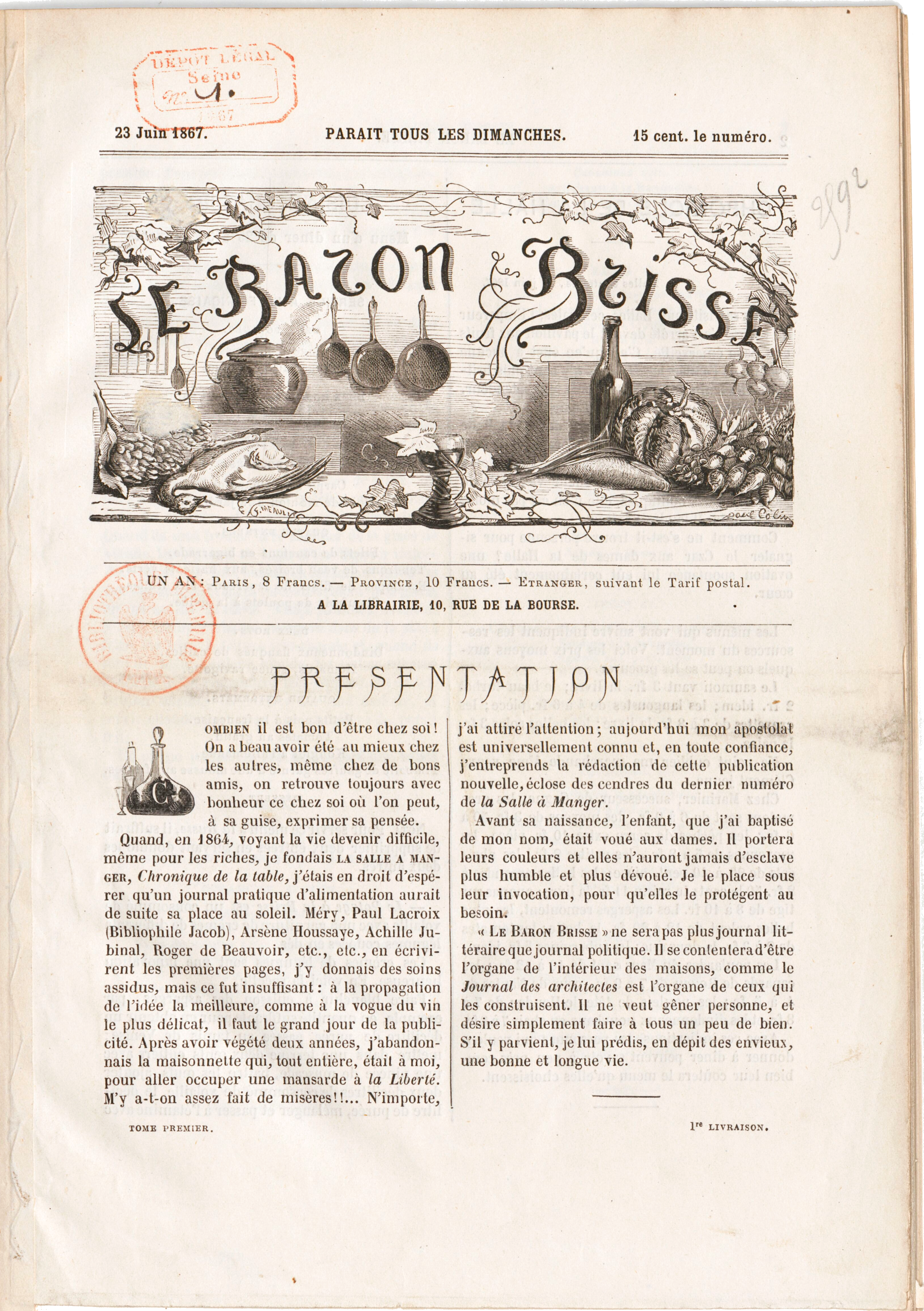
Une du 1er nº du Baron Brisse (23 juillet 1867).

- Album de l’exposition universelle : dédié à S. A. I. le prince Napoléon, Paris, Bureaux de l’Abeille impériale, septembre 1856, 3 vol. ; in-4º (lire en ligne).
- Album de l’Exposition universelle de Londres en 1862, dédié à MM. Michel Chevalier et Richard Cobden : faisant suite à l’Album de l’Exposition universelle de 1855, Paris, Bureaux de l’« Album de l'Exposition de Londres », 1864, 388 p., fig. ; in-fº (OCLC 742937477, lire en ligne sur Gallica).
- Le Calendrier gastronomique pour l’année 1867, Paris, La liberté, 1867, 384 p., in-18 (OCLC 457149245, lire en ligne).
- Les 366 menus du baron Brisse : édition nouvelle des 365 menus, revue, corrigée et augmentée d'un calendrier gastronomique et du complément des recettes de tous les mets de cuisine indiqués dans les menus, Paris, E. Donnaud, 1868, xvi-396, 1 vol. ; in-16 (OCLC 1143134260, lire en ligne sur Gallica).
- La Cuisine à l'usage des ménages bourgeois et des petits ménages : comprenant la manière de servir à nouveau tous les restes, augmenté de menus et recettes nouvelles de table et d'hygiène et du régime culinaire à suivre contre l'obésité, Paris, C. Marpon et E. Flammarion, 1868 (réimpr. 1884), xv-372, fig., couv. ill. ; in-18 (OCLC 1338024221, lire en ligne sur Gallica).
- Cuisine en carême du baron Brisse : obédience aux commandements de l'Église, Paris, Édouard Dentu, 1873 (réimpr. 1874, 1882), 2e éd., 65-23 p., 1 vol. ; in-18 (OCLC 557836921, lire en ligne sur Gallica).
- La Petite Cuisine du baron Brisse : indication d’un petit menu bourgeois avec recettes pour chaque jour de l’année, Paris, Édouard Dentu, 1884, 6e éd., 429 p. (OCLC 970700329, lire en ligne).